# Chain (lengtemaat)
Een chain is een oude Angelsaksische lengtemaat die gelijkstaat aan 66 voet. Aangezien 1 yard gelijk is aan 3 voet, is 1 chain gelijk aan 22 yard oftewel 20,1168 meter. Er gaan daarom 80 chains in een mijl. De chain is een aantal eeuwen gebruikt in Engeland en landen die onder haar invloedssfeer vielen. De chain is geen SI-eenheid en het gebruik van deze eenheid wordt daarom afgeraden.
Deze term en eenheid doen erg denken aan de Nederlandse Landmetersketting die een lengte heeft van 20,12 meter. In Suriname was 1 ketting gelijk aan 66 Rijnlandse voet (20,72 meter).
Een acre is 10 vierkante chain.